# Aeolothrips ericae
Aeolothrips ericae är en insektsart som beskrevs av Bagnall 1920. Aeolothrips ericae ingår i släktet Aeolothrips och familjen rovtripsar. Arten är reproducerande i Sverige. Inga underarter finns listade i Catalogue of Life.